# Elecciones municipales de 2024 en la Región de Ñuble
Las elecciones municipales de 2024 en la Región de Ñuble se realizaron los días 26 y 27 de octubre de 2024 para elegir a los responsables de la administración local, es decir, de las comunas. La región se compone de 21 comunas.
Estas elecciones fueron las primeras elecciones municipales realizadas bajo el sistema de inscripción automática y voto obligatorio, luego de la promulgación de la Ley 21.524 que restableció el voto obligatorio. Estas elecciones se realizaron paralelamente a las elecciones de gobernadores y consejeros regionales de la región, cargos creados por la Ley 21073 de 2018, y que fueron elegidos por primera vez en 2021 y 2013, respectivamente.

## Precandidaturas
| Pacto                                        | Partido                       | Candidatos |
| -------------------------------------------- | ----------------------------- | ---------- |
| F. Partido Social Cristiano e Independientes | Independientes                | 8          |
| H. Contigo Chile Mejor                       | Partido Socialista de Chile   | 4          |
| H. Contigo Chile Mejor                       | Partido Demócrata Cristiano   | 2          |
| H. Contigo Chile Mejor                       | Partido por la Democracia     | 2          |
| H. Contigo Chile Mejor                       | Partido Radical de Chile      | 2          |
| H. Contigo Chile Mejor                       | Independientes                | 6          |
| P. Partido de la Gente e Independientes      | Partido de la Gente           | 1          |
| R. Centro Democrático                        | Amarillos por Chile           | 2          |
| R. Centro Democrático                        | Independientes                | 1          |
| X. Ecologistas, Animalistas e Independientes | Partido Alianza Verde Popular | 1          |
| X. Ecologistas, Animalistas e Independientes | Independientes                | 1          |
| Y. Republicanos e Independientes             | Partido Republicano de Chile  | 4          |
| Z. Chile Vamos                               | Renovación Nacional           | 9          |
| Z. Chile Vamos                               | Unión Demócrata Independiente | 7          |
| Z. Chile Vamos                               | Evolución Política            | 2          |
| Z. Chile Vamos                               | Independientes                | 1          |
| Candidaturas Independientes                  | Candidaturas Independientes   | 43         |
| Total de candidatos a alcalde                | Total de candidatos a alcalde | 96         |

## Resultados

### Alcaldes
| Municipio     | Alcalde saliente           | Partido | Partido       | Alcalde electo              | Partido | Partido                   |
| ------------- | -------------------------- | ------- | ------------- | --------------------------- | ------- | ------------------------- |
| Bulnes        | Guillermo Yeber Rodríguez  |         | Ind           | Gonzalo Bustamante Troncoso |         | Chile Vamos               |
| Chillán       | Camilo Benavente Jiménez   |         | PPD           | Camilo Benavente Jiménez    |         | Partido por la Democracia |
| Chillán Viejo | Jorge del Pozo Pastene     |         | Ind           | Jorge del Pozo Pastene      |         | Ind                       |
| Cobquecura    | Julio Fuentes Alarcón      |         | PR            |                             |         |                           |
| Coelemu       | Alejandro Pedreros Urrutia |         | Ind-PR        |                             |         |                           |
| Coihueco      | Carlos Chandía Alarcón     |         | RN            |                             |         |                           |
| El Carmen     | José San Martín Rubilar    |         | PDC           | Renán Cabezas Arroyo        |         | Chile Vamos               |
| Ninhue        | Luis Molina Melo           |         | Ind-PDC       |                             |         |                           |
| Ñiquén        | Álex Valenzuela Sánchez    |         | RN            |                             |         |                           |
| Pemuco        | Johnnson Guiñez Núñez      |         | Ind-RN        |                             |         |                           |
| Pinto         | Marcelo Ojeda Cárcamo      |         | UDI           |                             |         |                           |
| Portezuelo    | René Schuffeneger Salas    |         | RN            |                             |         |                           |
| Quillón       | Miguel Peña Jara           |         | PDC           |                             |         |                           |
| Quirihue      | Richard Irribarra Ramírez  |         | PR            |                             |         |                           |
| Ránquil       | Nicolás Torres Ovalle      |         | RN            |                             |         |                           |
| San Carlos    | Gastón Suazo Soto          |         | PS            |                             |         |                           |
| San Fabián    | Cristofer Valdés González  |         | Independiente |                             |         |                           |
| San Ignacio   | Patricio Suazo Romero      |         | RN            |                             |         |                           |
| San Nicolás   | Víctor Toro Leiva          |         | Independiente |                             |         |                           |
| Treguaco      | Raúl Espejo Escobar        |         | Ind           |                             |         |                           |
| Yungay        | Rafael Cifuentes Rodríguez |         | PS            |                             |         |                           |

### Concejales
| Partido | Partido | Actual | Electos | Dif. | Dif. |
| ------- | ------- | ------ | ------- | ---- | ---- |
|         | UDI     | 31     |         |      |      |
|         | RN      | 25     |         |      |      |
|         | PDC     | 25     |         |      |      |
|         | PR      | 14     |         |      |      |
|         | PPD     | 13     | 1       |      |      |
|         | PS      | 9      |         |      |      |
|         | PC      | 2      |         |      |      |
|         | Evópoli | 2      |         |      |      |
|         | PL      | 2      |         |      |      |
|         | D       | 1      |         |      |      |
|         | AxC     | 1      |         |      |      |
|         | IND     | 1      |         |      |      |
|         | PREP    | 1      |         |      |      |
|         | PRO     | 1      |         |      |      |
|         | PSC     | 1      |         |      |      |
|         | FA      | 1      |         |      |      |

## Provincia de Diguillín

### Chillán

#### Alcalde
| Actual alcalde             | Camilo Benavente Jiménez (PPD)            | Camilo Benavente Jiménez (PPD) | Camilo Benavente Jiménez (PPD) | Camilo Benavente Jiménez (PPD) | Camilo Benavente Jiménez (PPD) |
| Candidato                  | Pacto                                     | Partido                        | Votos                          | %                              | Resultado                      |
| -------------------------- | ----------------------------------------- | ------------------------------ | ------------------------------ | ------------------------------ | ------------------------------ |
| Camilo Benavente Jiménez   | Contigo Chile Mejor                       | PPD                            | 61 891                         | 49,67                          | Alcalde                        |
| Sergio Zarzar Andonie      | Chile Vamos                               | Ind-RN                         | 48 041                         | 38,55                          |                                |
| Fernando Briones Contreras | Independiente                             | Ind.                           | 6596                           | 5,29                           |                                |
| Eduardo Aedo Castillo      | Ecologistas, Animalistas e Independientes | PAVP                           | 4059                           | 3,26                           |                                |
| John Andrades Andrades     | Partido Social Cristiano                  | Ind-PSC                        | 4020                           | 3,23                           |                                |

#### Concejales
| Candidato                  | Pacto                                            | Partido | Votos | %    | Resultado |
| -------------------------- | ------------------------------------------------ | ------- | ----- | ---- | --------- |
| Rodrigo Ramírez Soto       | Chile Vamos UDI-Evópoli e Independientes         | UDI     | 9987  | 9,65 | Concejal  |
| Brigida Hormazábal Gaete   | Chile Mucho Mejor                                | PS      | 6198  | 5,99 | Concejal  |
| Iván Badilla Lucio         | Chile Vamos UDI-Evópoli e Independientes         | Ind-UDI | 4049  | 3,91 | Concejal  |
| Cristián Jara Garrido      | Ecologistas, Animalistas e Independientes        | PAVP    | 3453  | 3,34 | Concejal  |
| Raúl Franulic Horta        | Republicanos e Independientes                    | PREP    | 3387  | 3,27 | Concejal  |
| Carolina Chávez Echeverría | Chile Vamos Renovación Nacional - Independientes | RN      | 3189  | 3,08 | Concejal  |
| Yanina Contreras Mendoza   | Chile Mucho Mejor                                | Ind-PPD | 3085  | 2,98 | Concejal  |
| Debora Fernández Durán     | Partido Social Cristiano e Independientes        | PSC     | 2280  | 2,20 | Concejal  |
| Catalina Sandoval Jarpa    | Republicanos e Independientes                    | PREP    | 2024  | 1,95 | Concejal  |
| Yerson Soto Venegas        | Tu Comuna Radical                                | PR      | 1908  | 1,84 | Concejal  |

### Bulnes

#### Alcalde
| Actual alcalde              | Guillermo Yeber Rodríguez (Ind.) | Guillermo Yeber Rodríguez (Ind.) | Guillermo Yeber Rodríguez (Ind.) | Guillermo Yeber Rodríguez (Ind.) | Guillermo Yeber Rodríguez (Ind.) |
| Candidato                   | Pacto                            | Partido                          | Votos                            | %                                | Resultado                        |
| --------------------------- | -------------------------------- | -------------------------------- | -------------------------------- | -------------------------------- | -------------------------------- |
| Gonzalo Bustamante Troncoso | Chile Vamos                      | Ind-RN                           | 10 486                           | 59,47                            | Alcalde                          |
| Guillermo Yeber Rodríguez   | Independiente                    | Ind.                             | 4690                             | 26,60                            |                                  |
| Patricio Veloso Flores      | Contigo Chile Mejor              | PR                               | 1437                             | 8,15                             |                                  |
| Juan Arévalo Rojas          | Independiente                    | Ind.                             | 1019                             | 5,78                             |                                  |

#### Concejales
| Candidato               | Pacto                                            | Partido | Votos | %     | Resultado |
| ----------------------- | ------------------------------------------------ | ------- | ----- | ----- | --------- |
| Ricardo Pavez Pinilla   | Chile Mucho Mejor                                | PPD     | 2400  | 14,78 | Concejal  |
| Nicolás Oñate Monsalve  | Chile Vamos Renovación Nacional - Independientes | Ind-RN  | 1931  | 11,89 | Concejal  |
| Nelson Campos Gutiérrez | Chile Vamos Renovación Nacional - Independientes | RN      | 1423  | 8,76  | Concejal  |
| Ingrid Riquelme Lagos   | Chile Vamos UDI-Evópoli e Independientes         | UDI     | 1404  | 8,64  | Concejal  |
| Mireya Lorca Morales    | Tu Comuna Radical                                | Ind-PR  | 994   | 6,12  | Concejal  |
| Gina Hidalgo Cancino    | Chile Mucho Mejor                                | Ind-PPD | 648   | 3,99  | Concejal  |

### Chillán Viejo

#### Alcalde
| Actual alcalde             | Jorge del Pozo Pastene (Ind.) | Jorge del Pozo Pastene (Ind.) | Jorge del Pozo Pastene (Ind.) | Jorge del Pozo Pastene (Ind.) | Jorge del Pozo Pastene (Ind.) |
| Candidato                  | Pacto                         | Partido                       | Votos                         | %                             | Resultado                     |
| -------------------------- | ----------------------------- | ----------------------------- | ----------------------------- | ----------------------------- | ----------------------------- |
| Jorge del Pozo Pastene     | Independiente                 | Ind.                          | 10 288                        | 52,64                         | Alcalde                       |
| Rafael Palavecino Troncozo | Contigo Chile Mejor           |                               | 5222                          | 26,72                         |                               |
| Karla Muñoz Maldonado      | Partido Social Cristiano      | Ind-PSC                       | 1307                          | 6,69                          |                               |
| Claudia Rubilar Sierra     | Independiente                 | Ind.                          | 1202                          | 6,15                          |                               |
| Valentino Urrutia Cabrera  | Independiente                 | Ind.                          | 903                           | 4,62                          |                               |
| Sergio Contreras Navarro   | Centro Democrático            | AxCh                          | 621                           | 3,18                          |                               |

#### Concejales
| Candidato                     | Pacto                                    | Partido | Votos | %    | Resultado |
| ----------------------------- | ---------------------------------------- | ------- | ----- | ---- | --------- |
| Manuel Sepúlveda Fuentes      | Chile Vamos UDI-Evópoli e Independientes | UDI     | 1292  | 7,33 | Concejal  |
| Evelyn Baltierra Sánchez      | Tu Comuna Radical                        | PR      | 1651  | 9,37 | Concejal  |
| Luis Gacitua Muñoz            | Tu Comuna Radical                        | PR      | 1433  | 8,13 | Concejal  |
| Nelson Aliste Canales         | Republicanos e Independientes            | PREP    | 1244  | 7,26 | Concejal  |
| Francisco Hernández Hernández | Tu Comuna Radical                        | Ind-PR  | 1113  | 6,32 | Concejal  |
| Carlos Molina Morales         | Chile Mucho Mejor                        | DC      | 858   | 4,87 | Concejal  |

### El Carmen

#### Alcaldes
| Actual alcalde             | José San Martín Rubilar (DC) | José San Martín Rubilar (DC) | José San Martín Rubilar (DC) | José San Martín Rubilar (DC) | José San Martín Rubilar (DC) |
| Candidato                  | Pacto                        | Partido                      | Votos                        | %                            | Resultado                    |
| -------------------------- | ---------------------------- | ---------------------------- | ---------------------------- | ---------------------------- | ---------------------------- |
| Renán Cabezas Arroyo       | Chile Vamos                  | RN                           | 5657                         | 52,02                        | Alcalde                      |
| Eduardo Riquelme Quinteros | Contigo Chile Mejor          | Ind-DC                       | 4352                         | 40,02                        |                              |
| Luis Valencia Sandoval     | Independiente                | Ind.                         | 516                          | 4,74                         |                              |
| Óscar Labraña Ramos        | Partido Social Cristiano     | Ind-PSC                      | 350                          | 3,22                         |                              |

#### Concejales
| Candidato                 | Pacto                                            | Partido | Votos | %     | Resultado |
| ------------------------- | ------------------------------------------------ | ------- | ----- | ----- | --------- |
| Paz Salazar Feris         | Chile Vamos Renovación Nacional - Independientes | Ind-RN  | 1146  | 11,13 | Concejal  |
| Marcelo Rubilar Soto      | Chile Mucho Mejor                                | PS      | 1145  | 11,12 | Concejal  |
| Benjamín Garrido Troncoso | Chile Mucho Mejor                                | PS      | 1086  | 10,54 | Concejal  |
| Gustavo Concha Rubilar    | Chile Vamos UDI-Evópoli e Independientes         | UDI     | 904   | 8,78  | Concejal  |
| Luis Martínez Saldías     | Chile Vamos UDI-Evópoli e Independientes         | Ind-UDI | 571   | 5,54  | Concejal  |
| Hugo Lagos Mardones       | Chile Mucho Mejor                                | Ind-DC  | 528   | 5,13  | Concejal  |

### Pemuco

#### Alcalde
| Actual alcalde            | Johnnson Guiñez Núñez (Ind-RN) | Johnnson Guiñez Núñez (Ind-RN) | Johnnson Guiñez Núñez (Ind-RN) | Johnnson Guiñez Núñez (Ind-RN) | Johnnson Guiñez Núñez (Ind-RN) |
| Candidato                 | Pacto                          | Partido                        | Votos                          | %                              | Resultado                      |
| ------------------------- | ------------------------------ | ------------------------------ | ------------------------------ | ------------------------------ | ------------------------------ |
| Johnnson Guiñez Núñez     | Chile Vamos                    | Ind-RN                         | 3575                           | 48,86                          | Alcalde                        |
| Gonzalo Sandoval Gallardo | Contigo Chile Mejor            | DC                             | 3377                           | 46,15                          |                                |
| Ismael Palma Guiñez       | Independiente                  | Ind.                           | 365                            | 4,99                           |                                |

#### Concejales
| Candidato                  | Pacto                                            | Partido | Votos | %     | Resultado |
| -------------------------- | ------------------------------------------------ | ------- | ----- | ----- | --------- |
| Ximena Muñoz Carrasco      | Chile Vamos Renovación Nacional - Independientes | Ind-RN  | 783   | 11,21 | Concejal  |
| Rodrigo Figueroa Pinilla   | Chile Vamos Renovación Nacional - Independientes | Ind-RN  | 740   | 10,59 | Concejal  |
| Isabel Troncoso Rozas      | Chile Vamos UDI-Evópoli e Independientes         | UDI     | 621   | 8,89  | Concejal  |
| Gustavo Véliz Mendoza      | Chile Vamos Renovación Nacional - Independientes | Ind-RN  | 510   | 7,30  | Concejal  |
| Luis Rubilar Salazar       | Partido Social Cristiano e Independientes        | Ind-PSC | 401   | 5,74  | Concejal  |
| Mauricio Sandoval Carrasco | Chile Mucho Mejor                                | Ind-DC  | 381   | 5,45  | Concejal  |

### Pinto

#### Alcalde
| Actual alcalde          | Marcelo Ojeda Cárcamo (UDI) | Marcelo Ojeda Cárcamo (UDI) | Marcelo Ojeda Cárcamo (UDI) | Marcelo Ojeda Cárcamo (UDI) | Marcelo Ojeda Cárcamo (UDI) |
| Candidato               | Pacto                       | Partido                     | Votos                       | %                           | Resultado                   |
| ----------------------- | --------------------------- | --------------------------- | --------------------------- | --------------------------- | --------------------------- |
| Jairo del Pino Lema     | Republicanos                | Ind-PREP                    | 5537                        | 52,23                       |                             |
| Marcelo Ojeda Cárcamo   | Chile Vamos                 | UDI                         | 4235                        | 39,95                       |                             |
| Gustavo Rodríguez Palma | Independiente               | Ind.                        | 830                         | 7,83                        |                             |

### Quillón

#### Alcalde
| Actual alcalde          | Miguel Peña Jara (DC)    | Miguel Peña Jara (DC) | Miguel Peña Jara (DC) | Miguel Peña Jara (DC) | Miguel Peña Jara (DC) |
| Candidato               | Pacto                    | Partido               | Votos                 | %                     | Resultado             |
| ----------------------- | ------------------------ | --------------------- | --------------------- | --------------------- | --------------------- |
| Felipe Catalán Venegas  | Independiente            | Ind.                  | 5721                  | 39,13                 | Alcalde               |
| Miguel Peña Jara        | Contigo Chile Mejor      | DC                    | 4705                  | 32,18                 |                       |
| Felipe Fuentealba Godoy | Republicanos             | PREP                  | 2615                  | 17,89                 |                       |
| Jorge Ulloa Aguillón    | Chile Vamos              | UDI                   | 1232                  | 8,43                  |                       |
| Javier Campos Parra     | Partido Social Cristiano | PSC                   | 346                   | 2,37                  |                       |

### San Ignacio

#### Alcalde
| Actual alcalde             | Patricio Suazo Romero (RN)                | Patricio Suazo Romero (RN) | Patricio Suazo Romero (RN) | Patricio Suazo Romero (RN) | Patricio Suazo Romero (RN) |
| Candidato                  | Pacto                                     | Partido                    | Votos                      | %                          | Resultado                  |
| -------------------------- | ----------------------------------------- | -------------------------- | -------------------------- | -------------------------- | -------------------------- |
| Patricio Suazo Romero      | Chile Vamos                               | RN                         | 5725                       | 43,87                      | Alcalde                    |
| Rodny Baeza Palma          | Contigo Chile Mejor                       | Ind-PPD                    | 5083                       | 38,95                      |                            |
| Leontina Gutiérrez Rivas   | Independiente                             | Ind.                       | 1510                       | 11,57                      |                            |
| Richard Orellana Montecino | Independiente                             | Ind.                       | 370                        | 2,84                       |                            |
| Juan Ibarra Mella          | Ecologistas, Animalistas e Independientes | Ind-PAVP                   | 362                        | 2,77                       |                            |

### Yungay

#### Alcalde
| Actual alcalde             | Rafael Cifuentes Rodríguez (PS) | Rafael Cifuentes Rodríguez (PS) | Rafael Cifuentes Rodríguez (PS) | Rafael Cifuentes Rodríguez (PS) | Rafael Cifuentes Rodríguez (PS) |
| Candidato                  | Pacto                           | Partido                         | Votos                           | %                               | Resultado                       |
| -------------------------- | ------------------------------- | ------------------------------- | ------------------------------- | ------------------------------- | ------------------------------- |
| Rafael Cifuentes Rodríguez | Contigo Chile Mejor             | PS                              | 4010                            | 27,76                           | Alcalde                         |
| Gonzalo Rojas Sandoval     | Independiente                   | Ind.                            | 3254                            | 22,53                           |                                 |
| Alejandro Becerra Vega     | Independiente                   | Ind.                            | 3232                            | 22,37                           |                                 |
| Pedro Inostroza Valenzuela | Independiente                   | Ind.                            | 2734                            | 18,93                           |                                 |
| Cecilia Meneses Velásquez  | Republicanos                    | PREP                            | 866                             | 6,00                            |                                 |
| Jacqueline Beltrán Fuentes | Centro Democrático              | Ind-AxCh                        | 349                             | 2,42                            |                                 |

## Provincia de Itata

### Cobquecura

#### Alcalde
| Actual alcalde          | Julio Fuentes Alarcón (PR) | Julio Fuentes Alarcón (PR) | Julio Fuentes Alarcón (PR) | Julio Fuentes Alarcón (PR) | Julio Fuentes Alarcón (PR) |
| Candidato               | Pacto                      | Partido                    | Votos                      | %                          | Resultado                  |
| ----------------------- | -------------------------- | -------------------------- | -------------------------- | -------------------------- | -------------------------- |
| Jorge Romero Villalobos | Independiente              | Ind.                       | 2784                       | 52,39                      | Alcalde                    |
| Julio Fuentes Alarcón   | Contigo Chile Mejor        | PR                         | 2269                       | 42,70                      |                            |
| Maritza Alarcón Vera    | Chile Vamos                | Ind-UDI                    | 261                        | 4,91                       |                            |

### Coelemu

#### Alcalde
| Actual alcalde             | Alejandro Pedreros Urrutia (Ind-PR) | Alejandro Pedreros Urrutia (Ind-PR) | Alejandro Pedreros Urrutia (Ind-PR) | Alejandro Pedreros Urrutia (Ind-PR) | Alejandro Pedreros Urrutia (Ind-PR) |
| Candidato                  | Pacto                               | Partido                             | Votos                               | %                                   | Resultado                           |
| -------------------------- | ----------------------------------- | ----------------------------------- | ----------------------------------- | ----------------------------------- | ----------------------------------- |
| Alejandro Pedreros Urrutia | Contigo Chile Mejor                 | Ind-PR                              | 6134                                | 47,58                               | Alcalde                             |
| Miguel Garrido Domínguez   | Chile Vamos                         | Ind-UDI                             | 5355                                | 41,53                               |                                     |
| Pedro Ramírez Glade        | Partido Social Cristiano            | Ind-PSC                             | 1404                                | 10,89                               |                                     |

### Ninhue

#### Alcalde
| Actual alcalde     | Luis Molina Melo (Ind-DC) | Luis Molina Melo (Ind-DC) | Luis Molina Melo (Ind-DC) | Luis Molina Melo (Ind-DC) | Luis Molina Melo (Ind-DC) |
| Candidato          | Pacto                     | Partido                   | Votos                     | %                         | Resultado                 |
| ------------------ | ------------------------- | ------------------------- | ------------------------- | ------------------------- | ------------------------- |
| Luis Molina Melo   | Contigo Chile Mejor       | Ind-DC                    | 3246                      | 66,10                     | Alcalde                   |
| Óscar Llanos Silva | Chile Vamos               | EVO                       | 1665                      | 33,90                     |                           |

### Portezuelo

#### Alcalde
| Actual alcalde            | René Schuffeneger Salas (RN) | René Schuffeneger Salas (RN) | René Schuffeneger Salas (RN) | René Schuffeneger Salas (RN) | René Schuffeneger Salas (RN) |
| Candidato                 | Pacto                        | Partido                      | Votos                        | %                            | Resultado                    |
| ------------------------- | ---------------------------- | ---------------------------- | ---------------------------- | ---------------------------- | ---------------------------- |
| Juan Ramírez Figueroa     | Independiente                | Ind.                         | 2873                         | 55,42                        | Alcalde                      |
| Adán Zapata Figueroa      | Chile Vamos                  | RN                           | 1841                         | 35,51                        |                              |
| Modesto Sepúlveda Andrade | Independiente                | Ind.                         | 397                          | 7,66                         |                              |
| Rafael Troncoso Rozas     | Independiente                | Ind.                         | 38                           | 0,73                         |                              |
| Rodrigo Castro Galaz      | Centro Democrático           | AxCh                         | 35                           | 0,68                         |                              |

### Quirihue

#### Alcalde
| Actual alcalde           | Richard Irribarra Ramírez (PR) | Richard Irribarra Ramírez (PR) | Richard Irribarra Ramírez (PR) | Richard Irribarra Ramírez (PR) | Richard Irribarra Ramírez (PR) |
| Candidato                | Pacto                          | Partido                        | Votos                          | %                              | Resultado                      |
| ------------------------ | ------------------------------ | ------------------------------ | ------------------------------ | ------------------------------ | ------------------------------ |
| Eduardo Redlich Mardones | Chile Vamos                    | Ind-EVO                        | 5812                           | 62,39                          | Alcalde                        |
| José Hadi Pino           | Contigo Chile Mejor            | PS                             | 1954                           | 20,97                          |                                |
| Luis Fuentes Alarcón     | Independiente                  | Ind.                           | 1411                           | 15,15                          |                                |
| Abel Huichalaf Pérez     | Partido Social Cristiano       | PSC                            | 139                            | 1,49                           |                                |

### Ránquil

#### Alcalde
| Actual alcalde        | Nicolás Torres Ovalle (RN) | Nicolás Torres Ovalle (RN) | Nicolás Torres Ovalle (RN) | Nicolás Torres Ovalle (RN) | Nicolás Torres Ovalle (RN) |
| Candidato             | Pacto                      | Partido                    | Votos                      | %                          | Resultado                  |
| --------------------- | -------------------------- | -------------------------- | -------------------------- | -------------------------- | -------------------------- |
| Nicolás Torres Ovalle | Chile Vamos                | RN                         | 4416                       | 85,90                      | Alcalde                    |
| Claudio Rabanal Muñoz | Contigo Chile Mejor        | PPD                        | 725                        | 14,10                      |                            |

### Trehuaco

#### Alcalde
| Actual alcalde            | Raúl Espejo Escobar (Ind.) | Raúl Espejo Escobar (Ind.) | Raúl Espejo Escobar (Ind.) | Raúl Espejo Escobar (Ind.) | Raúl Espejo Escobar (Ind.) |
| Candidato                 | Pacto                      | Partido                    | Votos                      | %                          | Resultado                  |
| ------------------------- | -------------------------- | -------------------------- | -------------------------- | -------------------------- | -------------------------- |
| Jorge Morales Sanhueza    | Independiente              | Ind.                       | 2903                       | 55,01                      | Alcalde                    |
| Raúl Espejo Escobar       | Independiente              | Ind.                       | 1805                       | 34,21                      |                            |
| Isaías Cruces Valdebenito | Chile Vamos                | UDI                        | 569                        | 10,78                      |                            |

## Provincia de Punilla

### San Carlos

#### Alcalde
| Actual alcalde             | Gastón Suazo Soto (PS)   | Gastón Suazo Soto (PS) | Gastón Suazo Soto (PS) | Gastón Suazo Soto (PS) | Gastón Suazo Soto (PS) |
| Candidato                  | Pacto                    | Partido                | Votos                  | %                      | Resultado              |
| -------------------------- | ------------------------ | ---------------------- | ---------------------- | ---------------------- | ---------------------- |
| Rubén Méndez Venegas       | Independiente            | Ind.                   | 7910                   | 20,34                  | Alcalde                |
| Jorge Silva Fuentes        | Chile Vamos              | UDI                    | 7704                   | 19,81                  |                        |
| Beatriz Mercado Contreras  | Independiente            | Ind.                   | 6264                   | 16,11                  |                        |
| Gastón Suazo Soto          | Contigo Chile Mejor      | PS                     | 4919                   | 12,65                  |                        |
| Nayaret Domínguez Aguilera | Independiente            | Ind.                   | 3517                   | 9,04                   |                        |
| Héctor Guzmán Vásquez      | Independiente            | Ind.                   | 2594                   | 6,67                   |                        |
| Felipe Letelier Norambuena | Independiente            | Ind.                   | 2137                   | 5,49                   |                        |
| Diego Fernández Pozo       | Republicanos             | PREP                   | 1906                   | 4,90                   |                        |
| Óscar Núñez Crisóstomo     | Partido de la Gente      | PDG                    | 1233                   | 3,17                   |                        |
| Gastón Fariña Vallejos     | Partido Social Cristiano | PSC                    | 709                    | 1,82                   |                        |

### Coihueco

#### Alcalde
| Actual alcalde             | Carlos Chandía Alarcón (RN) | Carlos Chandía Alarcón (RN) | Carlos Chandía Alarcón (RN) | Carlos Chandía Alarcón (RN) | Carlos Chandía Alarcón (RN) |
| Candidato                  | Pacto                       | Partido                     | Votos                       | %                           | Resultado                   |
| -------------------------- | --------------------------- | --------------------------- | --------------------------- | --------------------------- | --------------------------- |
| Wilson Palma Jelves        | Independiente               | Ind.                        | 6211                        | 29,25                       | Alcalde                     |
| Juan Sáez Freire           | Independiente               | Ind.                        | 5910                        | 27,84                       |                             |
| Luis Améstica Ponce        | Contigo Chile Mejor         | Ind-PR                      | 3435                        | 16,18                       |                             |
| Juan Muñoz Quezada         | Chile Vamos                 | UDI                         | 2636                        | 12,42                       |                             |
| Raúl Martínez Gutiérrez    | Independiente               | Ind.                        | 1453                        | 6,84                        |                             |
| Solanyen Cárdenas Sandoval | Independiente               | Ind.                        | 1285                        | 6,05                        |                             |
| Hugo Clavería Nova         | Partido Social Cristiano    | PSC                         | 302                         | 1,42                        |                             |

### San Nicolás

#### Alcalde
| Actual alcalde            | Víctor Toro Leiva (Ind.) | Víctor Toro Leiva (Ind.) | Víctor Toro Leiva (Ind.) | Víctor Toro Leiva (Ind.) | Víctor Toro Leiva (Ind.) |
| Candidato                 | Partido                  | Partido                  | Votos                    | %                        | Resultado                |
| ------------------------- | ------------------------ | ------------------------ | ------------------------ | ------------------------ | ------------------------ |
| Víctor Toro Leiva         | Independiente            | Ind.                     | 5608                     | 49,07                    | Alcalde                  |
| Víctor Rice Sánchez       | Chile Vamos              | RN                       | 3946                     | 34,53                    |                          |
| Rafael González Navarrete | Independiente            | Ind.                     | 714                      | 6,25                     |                          |
| Marco Muñoz Molina        | Independiente            | Ind.                     | 684                      | 5,98                     |                          |
| Sergio Saavedra Torres    | Independiente            | Ind.                     | 477                      | 4,17                     |                          |

### Ñiquén

#### Alcalde
| Actual alcalde            | Álex Valenzuela Sánchez (RN) | Álex Valenzuela Sánchez (RN) | Álex Valenzuela Sánchez (RN) | Álex Valenzuela Sánchez (RN) | Álex Valenzuela Sánchez (RN) |
| Candidato                 | Pacto                        | Partido                      | Votos                        | %                            | Resultado                    |
| ------------------------- | ---------------------------- | ---------------------------- | ---------------------------- | ---------------------------- | ---------------------------- |
| Ariel Miranda Vallejos    | Independiente                | Ind.                         | 3628                         | 36,53                        | Alcalde                      |
| Mauricio Catoni Contreras | Contigo Chile Mejor          | Ind-PPD                      | 2548                         | 25,65                        |                              |
| Alexis Méndez Uribe       | Independiente                | Ind.                         | 2284                         | 23,00                        |                              |
| Álex Valenzuela Sánchez   | Chile Vamos                  | RN                           | 902                          | 9,08                         |                              |
| José Mercado Fuentes      | Independiente                | Ind.                         | 570                          | 5,74                         |                              |

### San Fabián

#### Alcalde
| Actual alcalde            | Cristofer Valdés González (Ind.) | Cristofer Valdés González (Ind.) | Cristofer Valdés González (Ind.) | Cristofer Valdés González (Ind.) | Cristofer Valdés González (Ind.) |
| Candidato                 | Pacto                            | Partido                          | Votos                            | %                                | Resultado                        |
| ------------------------- | -------------------------------- | -------------------------------- | -------------------------------- | -------------------------------- | -------------------------------- |
| Cristofer Valdés González | Independiente                    | Ind.                             | 1818                             | 38,86                            | Alcalde                          |
| Claudio Almuna Garrido    | Chile Vamos                      | RN                               | 1180                             | 25,22                            |                                  |
| Enrique Olivares Landaeta | Independiente                    | Ind.                             | 1062                             | 22,70                            |                                  |
| Fernando Correa Sandoval  | Independiente                    | Ind.                             | 618                              | 13,21                            |                                  |

#### Concejales
| Candidato                     | Pacto                                            | Partido | Votos | %     | Resultado |
| ----------------------------- | ------------------------------------------------ | ------- | ----- | ----- | --------- |
| Maximiliano Quiñones Ceballos | Chile Mucho Mejor                                | PPD     | 566   | 12,57 | Concejal  |
| Samuel Muñoz Muñoz            | Tu Comuna Radical                                | Ind-PR  | 500   | 11,11 | Concejal  |
| Evelyn Troncoso Sepúlveda     | Chile Vamos UDI-Evópoli e Independientes         | UDI     | 426   | 9,46  | Concejal  |
| César Palavecino Morales      | Chile Vamos Renovación Nacional - Independientes | Ind-RN  | 383   | 8,51  | Concejal  |
| Jaime Meriño Constanzo        | Chile Mucho Mejor                                | DC      | 340   | 7,55  | Concejal  |
| Carlos Orellana Orellana      | Chile Mucho Mejor                                | PPD     | 271   | 6,02  | Concejal  |